# Nova ordem mundial
Na teoria das relações internacionais, a expressão Nova Ordem Mundial (NOM) tem sido utilizada para se referir a um novo período no pensamento político. Das diversas interpretações deste termo, a expressão é principalmente associada ao conceito de governança global.
Foi o presidente dos Estados Unidos Woodrow Wilson quem, pela primeira vez, desenvolveu um programa de reforma progressiva nas relações internacionais e liderou a construção, por meio da Liga das Nações, daquilo que se convencionou a denominar Nova Ordem Mundial. Nos Estados Unidos, a expressão foi usada literalmente pela primeira vez pelo presidente Franklin Delano Roosevelt, em 1941, durante a Segunda Guerra Mundial.
Nova Ordem Mundial também é um conceito socioeconômico e político que faz referência ao contexto histórico do mundo pós-Segunda Guerra e pós-Guerra Fria. Foi utilizado pelo presidente dos Estados Unidos Ronald Reagan na década de 1980, referindo-se ao declínio da União Soviética e ao rearranjo geopolítico das potências mundiais.[carece de fontes?]